# Conquista de las islas Canarias
La conquista de las islas Canarias fue el proceso por el que el archipiélago de Canarias ―España―  fue incorporado a la corona de Castilla mediante una progresiva toma militar del territorio habitado por los aborígenes canarios a lo largo del XV d. C.
Se llevó a cabo entre 1402 y 1496, y no fue una conquista sencilla en lo militar dada la resistencia de los aborígenes en algunas islas. Tampoco lo fue en lo político, puesto que confluyeron los intereses particulares de la nobleza, empeñada en fortalecer su poder económico y político mediante la adquisición de las islas, y los estados, particularmente Castilla, en plena fase de expansión territorial y en un proceso de fortalecimiento de la Corona frente a la nobleza.
Los historiadores distinguen dos periodos en la conquista de Canarias:
- Conquista señorial, llevada a cabo por la nobleza en beneficio propio y sin una participación directa de la Corona, que otorgaba el derecho de conquista a cambio de un pacto de vasallaje. Se distinguen asimismo dentro de ella la conquista betencuriana o normanda, llevada a cabo por los caballeros franceses Jean de Béthencourt y Gadifer de La Salle entre 1402 y 1405, y que afectó a las islas de Lanzarote, El Hierro y Fuerteventura; y la conquista señorial castellana, realizada por nobles castellanos que se apropiaron, mediante compras, cesiones y matrimonios, de las primeras islas conquistadas e incorporaron la isla de La Gomera hacia 1450.

- Conquista realenga, llevada a cabo directamente bajo patrocinio de la Corona durante el reinado de los Reyes Católicos, quienes asumieron los derechos de conquista de las islas que faltaban por dominar: Gran Canaria, La Palma y Tenerife. Esta etapa tuvo lugar entre 1478 y 1496.

## Antecedentes

El mapa de los hermanos venecianos Francesco y Domenico Pizzigano de 1367 es la primera representación conocida de todo el archipiélago.

Los contactos mantenidos durante la Antigüedad clásica entre el mundo mediterráneo y Canarias quedaron interrumpidos a partir de la decadencia y posterior caída del imperio romano de Occidente. Eso no quiere decir que las islas permanecieran en un absoluto aislamiento del exterior o que no se tuviera alguna información sobre ellas. Durante la Edad Media, las primeras informaciones sobre las islas Canarias las aportan fuentes árabes que se refieren a islas atlánticas que bien pudieran ser las Canarias. Lo que sí parece evidente es que este conocimiento no supone una alteración del aislamiento cultural de los aborígenes.
A partir de principios del siglo XIV menudean las visitas de europeos al archipiélago. Las razones de este redescubrimiento fueron:
- La expansión económica de algunas regiones de Europa como Génova, Mallorca, Castilla o Portugal, y la necesidad que estas tenían de establecer rutas seguras hacia Oriente, en busca de la seda y las especias, y hacia el interior de África, en busca de oro y esclavos, que evitaran los territorios controlados por el imperio otomano en el Mediterráneo oriental.

- Desarrollo de nuevas técnicas de navegación —brújula, astrolabio, timón axial, coca— y el desarrollo de la cartografía a través de los portulanos, en uno de los cuales, el Atlas Catalán del mallorquín Cresques Abraham, de 1375, aparecen representadas las islas Canarias con sus nombres modernos.

- Motivos ideológicos y políticos: las monarquías del sur de Europa estaban en una fase expansiva. En el caso de los reinos de la península ibérica, la expansión territorial respondía a la dinámica de lucha y reconquista frente a los musulmanes. Por lo tanto la expansión territorial suponía el reforzamiento del poder real, imbuido todo por un espíritu de cruzada en defensa del cristianismo.

La primera visita documentada fue la de Lanceloto Malocello que en 1312 se estableció en Lanzarote, permaneciendo en ella durante casi veinte años.
Después de esta visita, el conocimiento que se tiene en Europa sobre las islas aumenta. La información aportada por los primeros visitantes y la documentación cartográfica, especialmente el Atlas Catalán anteriormente señalado, facilitó las arribadas. Unas, las menos, tuvieron un carácter misionero, como fue el establecimiento de una comunidad franciscana en Telde entre 1350 y 1391, pero otras, la mayoría, tuvieron un carácter económico, básicamente la captura de esclavos para ser vendidos en los mercados europeos.
En el XIV compiten por el control de Canarias genoveses, aragoneses, castellanos y portugueses. En el siglo siguiente esta competencia quedó reducida a Castilla y Portugal.

## Los derechos de conquista

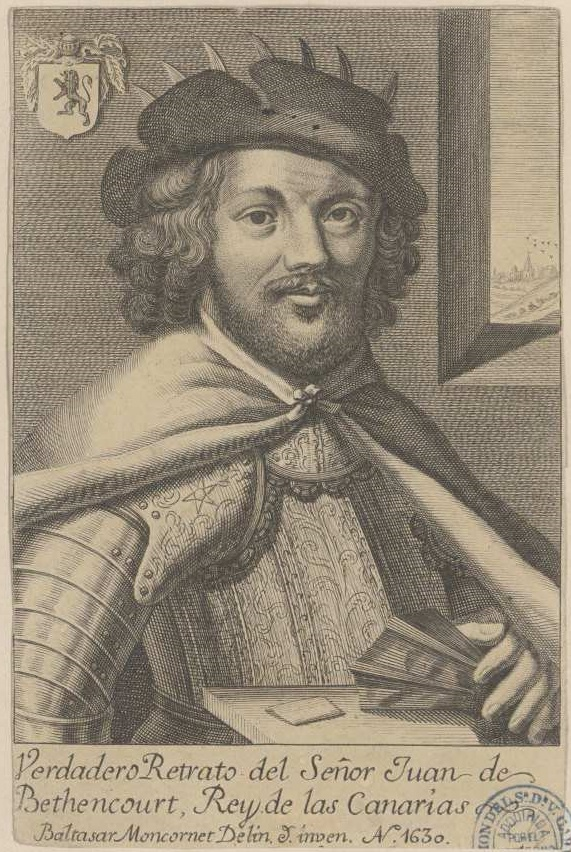
Jean IV de Béthencourt, primer señor de las islas Canarias.

A partir de mediados del siglo XIV los reinos de Castilla y Portugal asumieron que poseían los derechos de conquista de las islas Canarias. El primero defendía su prioridad como heredero del reino visigodo, argumentando que las islas formaban parte por proximidad geográfica de la antigua provincia romana de Mauritania Tingitana incluida posteriormente en la diócesis de Hispania. Por su parte, Portugal argumentaba que el archipiélago había sido descubierto por navegantes bajo bandera portuguesa.
En 1402 Castilla inició la conquista al proteger la empresa francesa de Jean de Béthencourt y Gadifer de La Salle. El rey Enrique III reconoció a Béthencourt el derecho señorial de conquista de todo el archipiélago canario previo pleito homenaje del normando. Sin embargo, en 1420 Juan II de Castilla concedió al sevillano Alfonso de las Casas el derecho sobre las islas que no habían sido conquistadas por Béthencourt: La Palma, Gran Canaria, Tenerife y La Gomera. Estos derechos fueron luego heredados por su hijo Guillén de las Casas, quien en 1445 los traspasó a Hernán Peraza el Viejo, que a su vez los legó a su hija Inés Peraza. No obstante, en 1464 el rey Enrique IV concedió los derechos sobre las islas mayores a dos condes portugueses. Finalmente la merced fue revocada en 1468 ante las protestas de Inés Peraza.
Inés y su marido Diego de Herrera centraron sus esfuerzos conquistadores sobre todo en Gran Canaria y Tenerife, pero finalmente su incapacidad de someterlas hicieron que los Reyes Católicos asumieran a partir de 1477 los derechos de conquista, previo acuerdo y promesa de indemnización a los señores de Canarias. La renuncia definitiva de Inés a sus derechos tuvo lugar en 1487.

## Conquista de las islas Canarias

### La conquista normanda

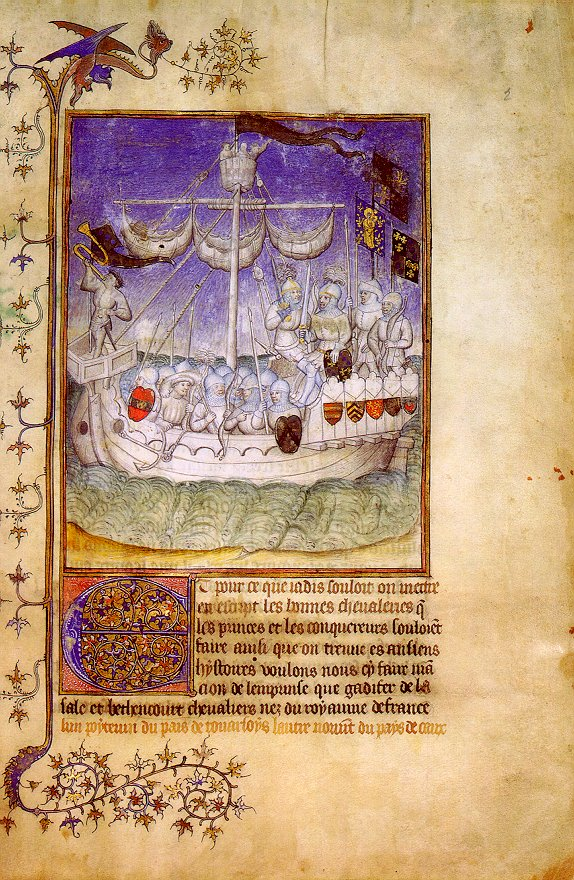
Primera página de Le Canarien, la crónica de la conquista normanda en su versión de 1490.

Jean de Bethencourt, barón normando de Grainvile le Teinturière, y Gadifer de La Salle, natural del Poitou y senescal de Bigorre, protagonizaron la primera etapa de la conquista. Los motivos son básicamente económicos: Bethencourt poseía factorías textiles y tintorerías y Canarias le ofrecía productos tintóreos: la orchilla. Mientras que el potevino Gadifer ansiaba conseguir un señorío en las islas.
Bethencourt contaba con importantes apoyos políticos en la corte del rey Enrique III de Castilla. Su tío, Rubín de Braquemont, obtuvo del rey el derecho de conquista de las islas Canarias para el noble normando. Bethencourt, a cambio de la obtención de los derechos de conquista se convirtió en vasallo del rey castellano. Braquemont aportó una importante suma de dinero a la empresa conquistadora. La narración de la conquista normanda quedó recogida en la crónica conocida por Le Canarien, recopilada por los clérigos Pierre Bontier y Jean Le Verrier, aunque transformada en dos versiones posteriores, una de Gadifer de la Salle y otra del sobrino de Bethencourt, Jean V de Béthencourt.

#### Conquista de Lanzarote
El 1 de mayo de 1402, en plena Guerra de los Cien Años, el normando Jean de Bethencourt y Gadifer de la Salle partieron de La Rochela con rumbo a las islas Canarias con el propósito de «ver y visitar todo el país para conquistarlo y convertir a sus gentes a la fe cristiana». Ese mismo año, Juan de Bethencourt conquistó el asentamiento de Rubicón, en Lanzarote, para la Corona de Castilla. 
Lanzarote fue la primera isla del archipiélago canario en ser colonizada.  
Juan de Bethencourt invadió Lanzarote por el sur. En aquella época, la isla contaba con una población autóctona de unos trescientos habitantes, los majos, que ocupaban el centro y el norte de la isla; no opusieron resistencia alguna. 

#### Conquista de Fuerteventura
Entre 1401 y 1405, la larga duración no se debió tanto a la resistencia de los isleños como a las dificultades y divisiones internas entre los dos capitanes de la conquista. El hambre y la falta de recursos obligaron a la expedición a replegarse hacia Lanzarote. Jean de Bethencourt viajó a Castilla en busca de socorros. Allí obtuvo del rey Enrique III los medios necesarios y la confirmación de sus derechos exclusivos sobre las islas por conquistar, marginando a Gadifer.
Durante la ausencia de Bethencourt, Gadifer tuvo que hacer frente a la doble rebelión de un sector de sus hombres dirigidos por Bertín de Berneval, que habían reiniciado la captura de esclavos, y de los aborígenes de Lanzarote, que se resistían a tales prácticas. Pacificada la isla hacia 1404, se reemprendió la conquista de Fuerteventura a lo largo de aquel año, pero los dos comandantes actuaron por separado, fortificando cada uno su propia zona de dominio (castillo de Rico Roque y Valtarajal). En 1405 culminó la conquista con la sumisión de los reyes de la isla. En una fecha no determinada, Gadifer abandonó la isla y regresó a Francia a defender sus derechos, pero ya no regresará a las islas.
Tras la conquista, Bethencourt, dueño absoluto de las islas, marchará a Normandía en busca de colonos y nuevos recursos para continuar la conquista del resto de las islas.

#### Conquista de El Hierro
Tuvo lugar a finales de 1405. No hubo resistencia por parte de la escasa población aborigen que en gran parte fue vendida como esclava, repoblándose la isla con colonos normandos y castellanos.
Bethencourt permaneció en las islas hasta 1412, fecha en la que retornó definitivamente a sus dominios de Normandía, dejando al frente de sus posesiones insulares a su pariente Maciot.

### La conquista señorial castellana
La etapa betencuriana finalizó en 1418, cuando Maciot de Bethencourt vendió sus dominios y los derechos de conquista sobre el resto de las islas a Enrique de Guzmán, conde de Niebla. A partir de este momento la intervención de la Corona castellana se acentuó. Entre 1418 y 1445 las islas estuvieron sometidas a permutas y divisiones. Finalmente Hernán Peraza el Viejo y sus hijos, Guillén Peraza e Inés Peraza, se quedaron con las islas conquistadas y con los derechos de conquista de las que faltaban. Tras la muerte de su hermano, Inés y su marido Diego García de Herrera se convirtieron en los únicos señores de las islas hasta 1477, fecha en la que ceden La Gomera a su hijo Hernán Peraza el Joven, y los derechos de conquista de La Palma, Gran Canaria y Tenerife a la corona de Castilla.

#### Incorporación de La Gomera

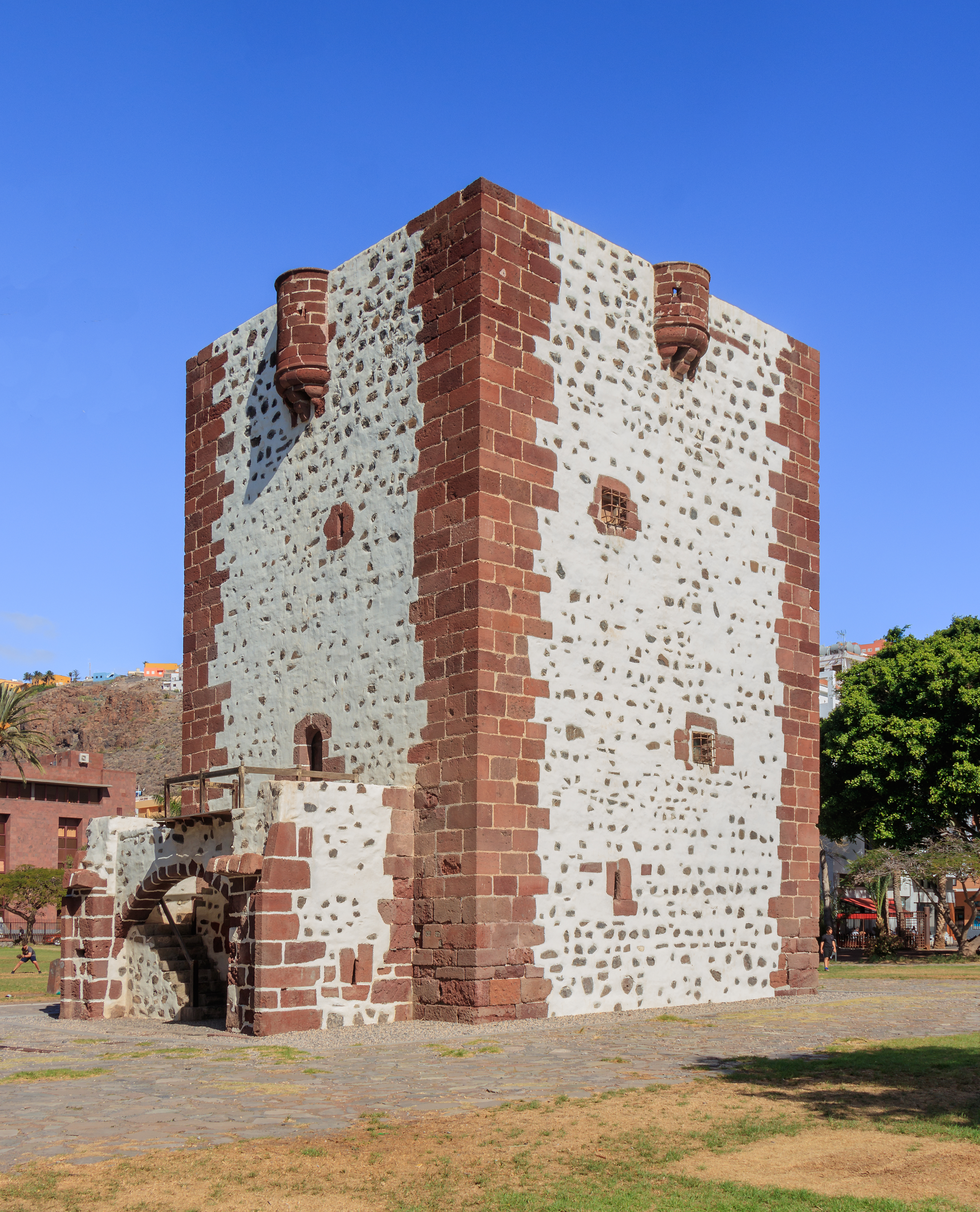
Hernán Peraza el Viejo construyó la torre de San Sebastián tras pactar con algunos bandos gomeros.

Durante esta etapa se integró al señorío de los Peraza-Herrera la isla de La Gomera, que no fue conquistada militarmente sino incorporada mediante acuerdo de Hernán Peraza el Viejo con algunos de los bandos aborígenes insulares que aceptaron la autoridad del castellano. El dominio de la isla, no obstante, no estuvo exento de revueltas fruto de las arbitrariedades de los señores de la isla con los gomeros. La última de este periodo y principal, conocida como la rebelión de los gomeros, en 1488, provocó la muerte del señor de la isla, Hernán Peraza, cuya viuda, Beatriz de Bobadilla tuvo que solicitar ayuda a Pedro de Vera, conquistador de Gran Canaria, para sofocar la rebelión. La represión posterior provocó la ejecución de dos centenares de rebeldes y la venta como esclavos de otros tantos en los mercados peninsulares, según describe la conocida como Crónica Primitiva o Matritense.

#### Intentos de conquista de La Palma, Gran Canaria y Tenerife
En 1447, mientras Hernán Peraza el Viejo organiza el gobierno de Fuerteventura, su hijo Guillén pone rumbo a la isla de La Palma para llevar a cabo una razia y así sufragar los gastos del viaje. Las tropas, formadas por sevillanos e isleños, desembarcan en el bando de Tihuya en el oeste de la isla, internándose tierra adentro. Llegados a un punto, son atacados por el caudillo Echedey y sus hermanos al mando de los aborígenes, siendo los conquistadores completamente derrotados, resultando muerto el propio Guillén, cayendo tras recibir una pedrada al ser reconocido por los aborígenes como capitán de los conquistadores.
En 1461 Diego de Herrera llegó a tomar posesión de la isla de Gran Canaria, recibiendo el vasallaje de los guanartemes de Telde y Gáldar, pero la isla volvería alzarse en armas. 
En 1464 tiene lugar en el barranco del Bufadero la toma de posesión simbólica de la isla de Tenerife por el señor de las Canarias Diego García de Herrera. Este firma un tratado de paz con los menceyes, permitiéndole poco después el mencey de Anaga construir una torre en sus tierras, donde guanches y europeos tienen tratos hasta que es demolida hacia 1472 por los mismos guanches.

### La conquista realenga

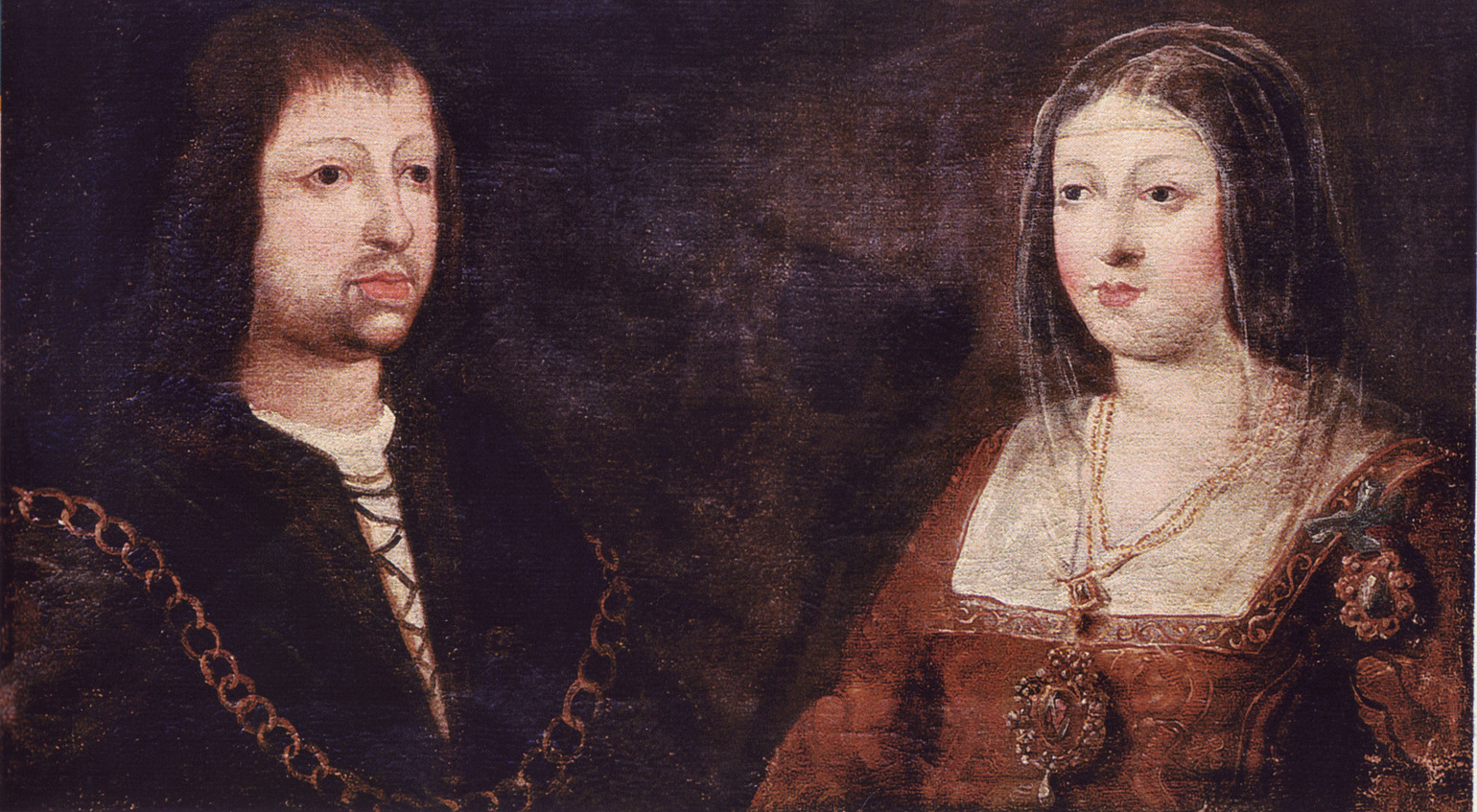
Los Reyes Católicos asumieron para la Corona los derechos de conquista en 1477.

El segundo periodo de la conquista de Canarias presenta las siguientes características que la diferencia del periodo anterior:
- La asumió la Corona castellana de los Reyes Católicos.
- La financiación de la empresa corrió por cuenta de la Corona y de particulares interesados en la explotación económica de los recursos de las islas.
- Afectó a las islas de Gran Canaria, La Palma y Tenerife, las más pobladas y las que ofrecían mejores perspectivas económicas.
- En las tres islas, los aborígenes mostraron una clara y prolongada resistencia a la conquista.

#### Conquista de Gran Canaria (1478-1483)

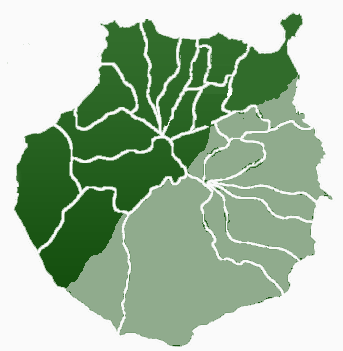
División de Gran Canaria en el momento de la conquista (Verde oscuro-Guanartemato de Gáldar, Verde claro-Guanartemato de Telde)

Se pueden distinguir tres etapas en la conquista de Gran Canaria:
a) Etapa inicial, junio-diciembre de 1478. El 24 de junio de 1478, desembarcó en La Isleta (al nordeste de la isla), la expedición mandada por Juan Rejón y el deán Juan Bermúdez, representante del obispo del Rubicón, Juan de Frías, uno de los financiadores de la conquista. Ese día, junto al Guiniguada, se fundó el Real de Las Palmas. Pocos días más tarde tuvo lugar en las proximidades del Real el primer enfrentamiento en el que los isleños fueron derrotados. Esta victoria inicial les proporcionó a los castellanos el control de la esquina noreste de la isla.
b) Resistencia aborigen y divisiones castellanas, desde finales de 1478 hasta 1480. La resistencia aborigen en el interior montañoso de la isla, la falta de hombres y medios materiales y las desavenencias internas en el bando conquistador, constituyen las principales marcas de este periodo. Durante esta etapa, Juan Rejón fue destituido por orden de los Reyes Católicos. Su lugar lo ocupó Pedro del Algaba, que fue posteriormente ejecutado por orden del destituido Rejón. El nombramiento de Pedro de Vera como nuevo gobernador de la isla y la detención de Juan Rejón, puso fin a los conflictos internos que se habían prolongado hasta 1480.
c) Final de la resistencia aborigen y conquista de la isla, 1480-1483. Pedro de Vera, ahora jefe indiscutido de los castellanos, reemprendió la conquista del interior de la isla y el guanartemato de Gáldar. Se producen las victorias castellanas en la batalla de Arucas en la que cae el líder aborigen Doramas. En 1482 Hernán Peraza intervino en la conquista de Gran Canaria, con un numeroso contingente de gomeros. La captura de Tenesor Semidán, guanarteme de Gáldar, por parte de Alonso Fernández de Lugo y Hernán Peraza, será un factor decisivo para la culminación de la conquista. Tenesor Semidán fue enviado a Castilla, donde se entrevistó con los reyes y fue bautizado con el nombre de Fernando Guanarteme; se convirtió en un fiel y valioso aliado de los conquistadores. Finalmente, el 29 de abril de 1483, y junto a la fortaleza de Ansite, se produce la dispar acción de la entrega de unos como Guayarmina Semidán, o el suicidio de otros por despeñamiento como el del líder canario Bentejuí junto con el faycán de Telde al grito de atis Tirma.

#### Conquista de La Palma (1492-1493)

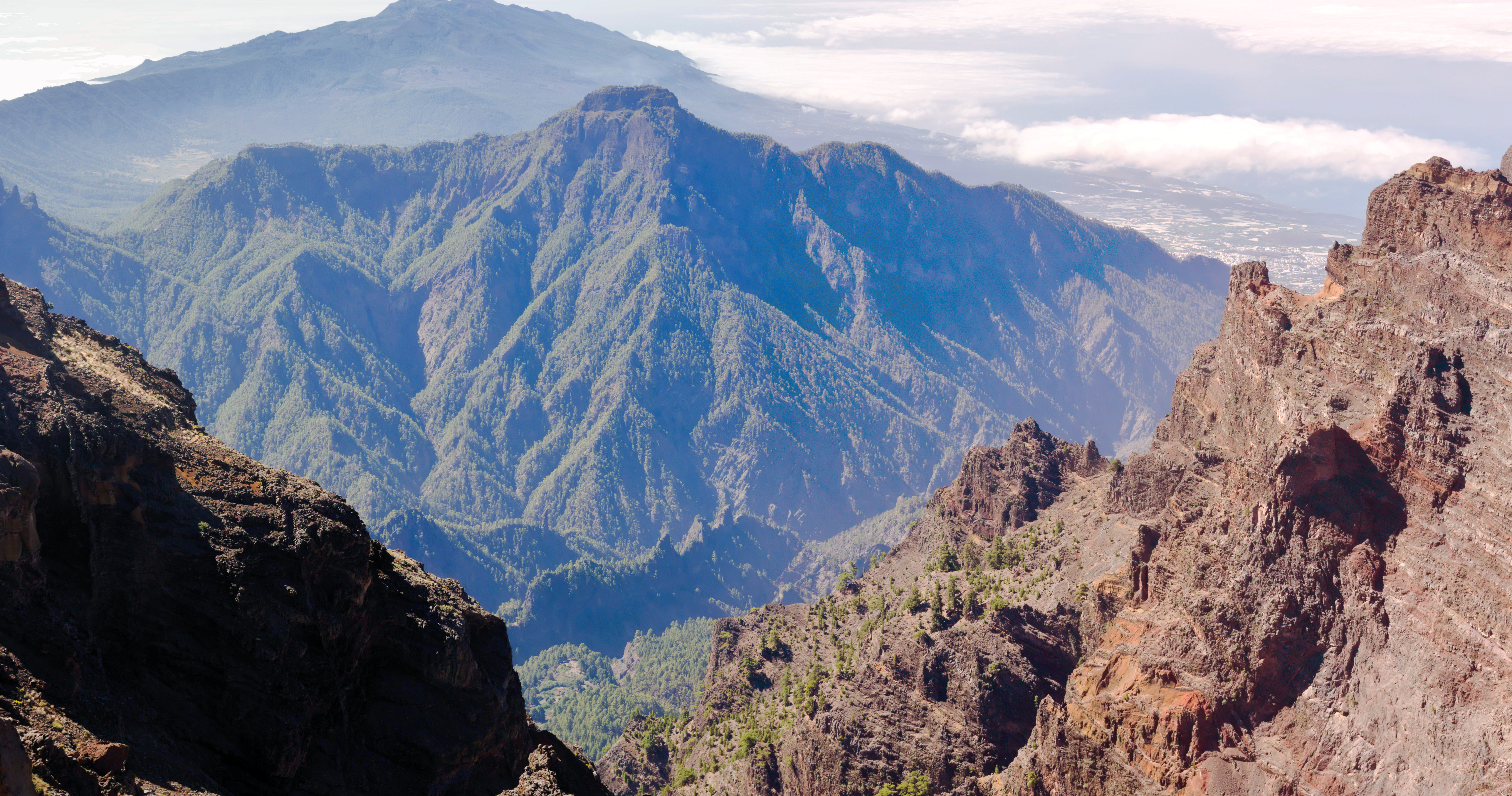
El interior de la caldera de Taburiente fue el último bastión de los aborígenes frente a los conquistadores.

Alonso Fernández de Lugo, quien tuvo una destacada actuación en la conquista de Gran Canaria, obtuvo de los Reyes Católicos los derechos de conquista sobre las islas de La Palma y Tenerife. Los acuerdos con la Corona incluían, además de un quinto de los nativos apresados, setecientos mil maravedíes si la conquista de La Palma la realizaba en un plazo de un año.
Para financiar la empresa conquistadora, Alonso Fernández de Lugo se asocia con Juanoto Berardi y Francisco de Riberol. Cada uno participaría con un tercio de los costos de la empresa y, en la misma proporción, de los beneficios.
La conquista fue relativamente fácil. El desembarco castellano se produjo por Tazacorte el 29 de septiembre de 1492. El conquistador hizo uso de acuerdos y pactos con los aborígenes palmeros en los que se respetaban los derechos de los jefes y la plena igualdad con los castellanos para atraerlos hacia su causa. La resistencia fue mínima, excepto un episodio en Tigalate y una resistencia mayor en el cantón de Aceró (Caldera de Taburiente). En ella, su jefe Tanausú se hizo fuerte aprovechando las condiciones orográficas de la zona, con sólo dos accesos de fácil defensa que impedían la penetración castellana.
En vista de que el plazo de un año se vencía y ante el temor de perder la prima de setecientos mil maravedíes, Alonso de Lugo propuso una negociación que tendría lugar en Los Llanos de Aridane. Fuera de la Caldera, los castellanos tendieron una emboscada a Tanausú, que derrotado y capturado por los castellanos, fue enviado a Castilla como cautivo. En el camino de ida Tanausú practicó un ritual de suicidio en el que murió por inanición. La fecha oficial de finalización de la conquista se sitúa en el 3 de mayo de 1493. Una parte de la población de Aceró y de otros cantones con los que había firmado pactos de sometimiento, fue vendida como esclava, y la mayoría se integraría en la nueva sociedad formada tras la conquista.

#### Conquista de Tenerife (1494-1496)

División de Tenerife en el momento de la conquista

A finales del siglo XV Tenerife permanecía como la isla más indómita del archipiélago dada su gran población y la belicosidad de los guanches, habiendo tenido varios intentos infructuosos de conquista por parte de los Señores de Canarias.
Finalmente, en diciembre de 1493 el capitán Alonso Fernández de Lugo obtiene de los Reyes Católicos la confirmación de sus derechos de conquista sobre la isla de Tenerife y, a cambio de renunciar a la prima prometida por la conquista de La Palma, reclamó el gobierno de la isla, aunque no obtuvo participación en el quinto real.
La financiación de la conquista fue llevada a cabo con la venta de sus plantaciones de azúcar en el valle de Agaete, obtenido tras la conquista de Gran Canaria, y asociándose con comerciantes italianos asentados en Sevilla.
Tenerife estaba dividida en el momento de la conquista en nueve menceyatos. Por su actitud ante los castellanos, cabe distinguir los bandos de paces, que se mostraron neutrales o proclives a los castellanos. Eran los menceyatos del sur y del este (Anaga, Güímar, Abona y Adeje), es decir, aquellos que habían tenido más contacto con los castellanos a través de la actividad misionera (Candelaria). El bando de guerra agrupaba a los menceyatos del norte (Tegueste, Tacoronte, Taoro, Icoden y Daute). Mantuvieron una resistencia tenaz a la invasión.
En abril de 1494, y procedente de Gran Canaria, desembarcó el conquistador en la costa de la actual Santa Cruz de Tenerife con una tropa de peninsulares y canarios formada por unos dos mil hombres de a pie y 200 a caballo. Tras levantar un fortín se dispuso a adentrarse hacia el interior de la isla. Intentó un acercamiento a los bandos de guerra y a Bencomo, mencey del más importante menceyato hostil le ofreció amistad, la aceptación del cristianismo y el sometimiento a la autoridad de los Reyes Católicos. El rechazo de las dos últimas condiciones hizo inevitable el enfrentamiento.

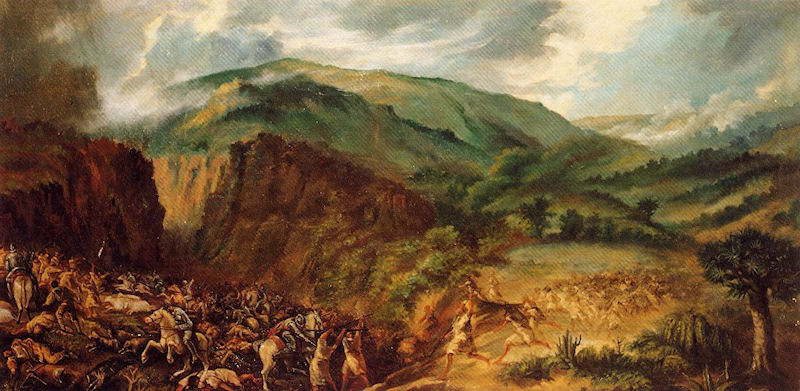
Representación de la Primera Batalla de Acentejo en Tenerife por Gumersindo Robayna.

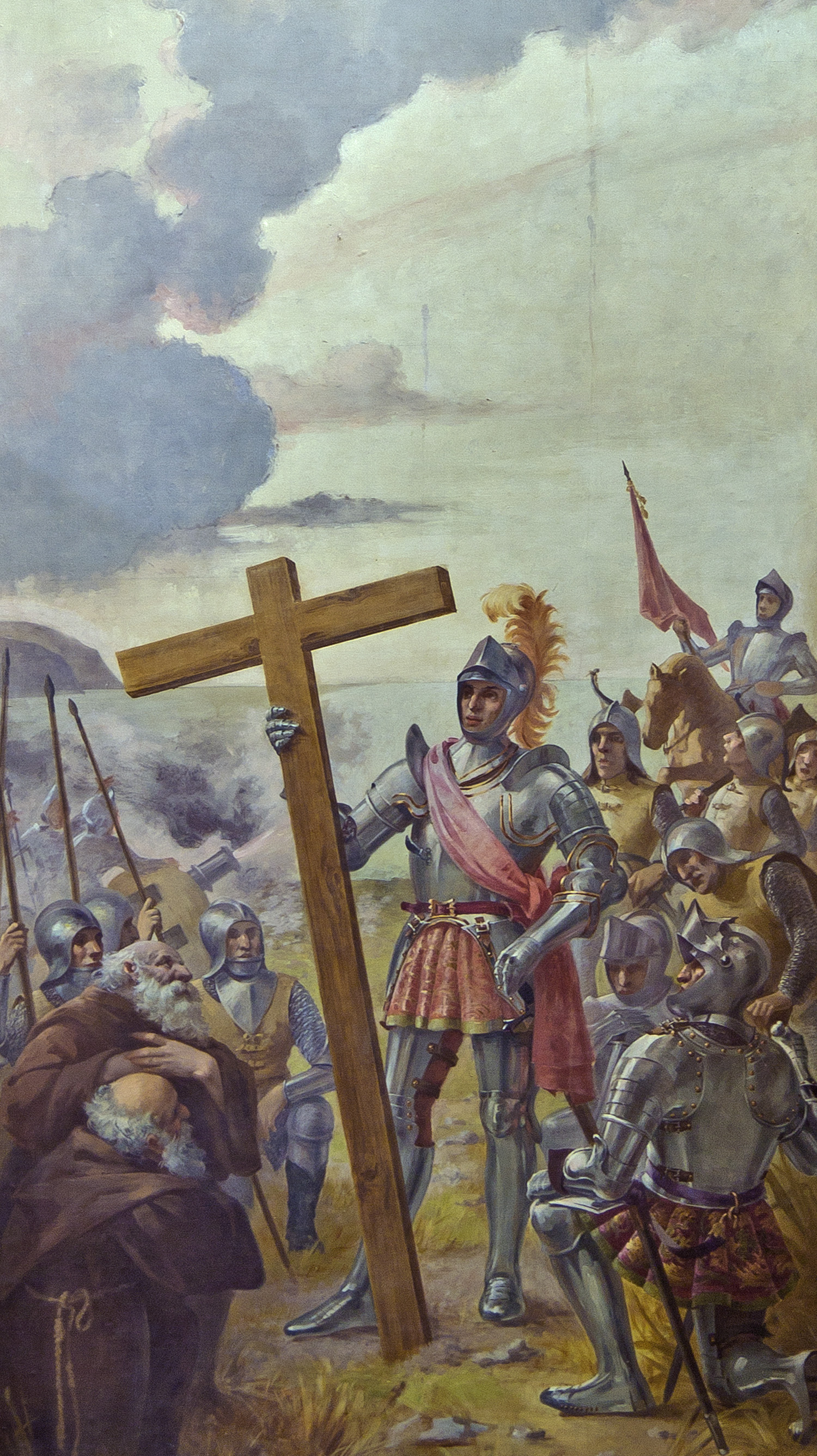
Alonso Fernández de Lugo conquistó las islas de La Palma y Tenerife, y dio con ello fin a la conquista de las Islas Canarias.

El primer encuentro armado fue la célebre primera batalla de Acentejo que tuvo lugar en el barranco de Acentejo, en el municipio de La Matanza. Una tropa invasora de más de dos mil hombres se adentró por el norte de la isla en dirección al valle de Taoro (valle de La Orotava). El objetivo era doblegar a los guanches en el núcleo de su resistencia. Los guanches esperaron emboscados a los castellanos que, sorprendidos sufrieron un grave descalabro, perdiendo en la batalla el ochenta por ciento de sus fuerzas. Alonso Fernández de Lugo pudo escapar hacia Gran Canaria, donde preparó un nuevo asalto con tropas mejor adiestradas y más recursos financieros aportados por comerciantes genoveses y nobles castellanos. Los guanches, dueños de la situación, destruyeron el fortín construido por los castellanos.
Tras esto, con un ejército mejor armado y entrenado, Alonso de Lugo retornó a Tenerife. Tras reconstruir el fortín de Añazo, se dirigió hacia los llanos de Aguere (La Laguna), donde en noviembre derrotó a Bencomo en la conocida como batalla de La Laguna, durante la cual el líder guanche cometió el error de presentar batalla en una zona llana. La caballería y los refuerzos aportados por Fernando Guanarteme fueron decisivos para la victoria castellana. 1700 guanches, entre ellos Bencomo y su hermano Tinguaro, quedaron muertos en el campo de batalla. Al parecer, una epidemia posterior diezmó a los isleños, dejando a la mayoría que sobrevivieron enfermos o débiles, lo que se conoce como la modorra guanche, aunque su exacta dimensión e importancia en el resultado de la batalla permanece controvertida por algunos historiadores. Acerca de la gran modorra, el historiador y médico Juan Bethencourt Alfonso escribió:

...En las condiciones de vida de los guanches las epidemias de modorra necesariamente tenían poco poder difusivo, siendo su radio de acción muy limitado. Hoy que se conoce el germen de la enfermedad y los medios más adecuados de su propagación, cuando se considera que los guanches no contaban con una sola población, ni el más modesto caserío, sino que las familias moraban aisladas unas de otras separándolas 3 o 4 kilómetros, en chozas ventiladas, y que no conocían los estercoleros, ni los alcantarillados, ni pozos negros, ni letrinas, ni lavaderos públicos, ni otros elementos o factores que pudieran dar lugar a la intoxicación del subsuelo o contribuir a la creación y multiplicación de poderosos focos infecciosos, hay que convenir en que las tales epidemias tenían que ser muy poco expansivas.
Ni siquiera se puede alegar como foco de origen los cadáveres de Acentejo, por que es bien sabido fueron quemados por orden del rey Bencomo

En diciembre de 1495, tras un largo periodo de guerrilla, saqueos y parálisis bélica, los castellanos volvieron a penetrar, esta vez desde el norte de la isla, en dirección a Taoro. Varios cientos de guanches los esperaban en un barranco cerca del actual municipio de La Victoria de Acentejo, no lejos de donde se produjo la primera batalla de Acentejo. La victoria castellana en la segunda batalla de Acentejo facilitó el hundimiento de la resistencia aborigen y el acceso al valle de Taoro quedó abierto. La batalla decidió la conquista de la isla de Tenerife y el punto final de la conquista de las islas Canarias.